# NGC 6568
NGC 6568 في الفهرس العام الجديد، هي مجرة، تقع في كوكبة الرامي. اكتشفت في 26 مايو 1786 بواسطة ويليام هيرشل.

## روابط خارجية
- NGC 6568 على موقع ويكي سكاي: DSS2, SDSS, GALEX, IRAS, Hydrogen α, X-Ray, Astrophoto, Sky Map, Articles and images